# The Revenant
Pour plus de détails, voir Fiche technique et Distribution.
The Revenant ou Le Revenant au Québec est un film américain réalisé, coécrit et coproduit par Alejandro González Iñárritu, sorti en 2015.
Le film est partiellement adapté du roman Le Revenant (2002) de Michael Punke et est fondé sur une histoire vraie, celle de l'exploit accompli en 1823 par le trappeur Hugh Glass.
The Revenant est le film le plus nommé aux Oscars 2016, avec douze nominations. Il en remporte trois : celui du meilleur réalisateur pour Alejandro González Iñárritu, celui du meilleur acteur pour Leonardo DiCaprio et celui de la meilleure photographie pour Emmanuel Lubezki. Il remporte également trois Golden Globes dans les catégories meilleur film dramatique, meilleur réalisateur et meilleur acteur dans un film dramatique.

## Synopsis
Des trappeurs menés par le capitaine et négociant en fourrures Andrew Henry, subissent de lourdes pertes lors d'une attaque menée par les Amérindiens dans une Amérique profondément sauvage. En effet, tandis que le trappeur Hugh Glass chasse un cerf dans les bois avec plusieurs personnes dont son fils métis Hawk, leur campement établi près d'une rivière est brutalement attaqué par des Arikaras (des Amérindiens du Dakota du Nord) qui massacrent sans pitié et pillent le camp. Trente-trois hommes périssent tandis que Glass, Hawk, Henry, John Fitzgerald, Jim Bridger et quelques autres hommes parviennent à prendre la fuite en bateau.
Les trappeurs survivants décident, sur conseil de Glass, de continuer leur expédition à pied dans les bois, loin de la rivière que les Indiens sillonnent. Des tensions se forment alors au sein du groupe, notamment entre Glass et Fitzgerald, qui semble haïr le fils de Glass en raison de son origine amérindienne. Le groupe établit son campement dans la forêt. Le lendemain, Glass part seul à la recherche de gibier et surprend deux oursons grizzli, mais remarque très vite l'absence de leur mère. Cette dernière, dissimulée dans les hautes herbes derrière Glass, se précipite sur lui et lui inflige de profondes blessures sur tout le corps. Glass parvient cependant à tuer l'ourse en la poignardant, avant d'être découvert par Henry, Fitzgerald, Hawk et Bridger qui le ramènent au campement et tentent de le soigner.
La nuit venue, quelque part ailleurs dans les montagnes, le chef des Arikaras, Elk Dog, réclame armes et chevaux à un groupe de trappeurs canadiens français dirigés par Toussaint, en échange des fourrures volées lors de leur précédente attaque. De leur côté, Fitzgerald, Henry et les autres hommes doivent atteindre le plus rapidement possible le village de Fort Kiowa, mais sont ralentis par Glass, transporté sur un brancard de fortune. Pour écourter ce calvaire, Henry décide d'achever Glass, mais renonce au dernier moment et propose une scission en deux groupes, l'un constitué de Fitzgerald, Hawk et Bridger pour protéger Glass en échange d'une prime, l'autre pour continuer la route jusqu'à Fort Kiowa.
La tension monte entre Fitzgerald et Bridger, qui se révèle extrêmement fidèle à Glass. Fitzgerald tente d'étouffer Glass pour enfin se débarrasser de lui et regagner l'autre groupe. Mais il est surpris par Hawk qui le frappe et appelle Bridger, qui s'était éloigné vers la rivière. Fitzgerald neutralise Hawk et le tue froidement sous les yeux de son propre père Glass, impuissant et incapable de parler, avant d'éloigner son corps du campement. Au retour de Bridger, Fitzgerald fait mine de ne pas savoir où est Hawk et affirme qu'il pensait qu'il était avec lui au bord de la rivière.
Le lendemain matin, dès l'aube, Fitzgerald réveille Bridger, lui apprenant la présence d'une vingtaine d'Indiens près de la rivière. Tous deux quittent le campement en abandonnant Glass que Fitzgerald a partiellement enterré. Glass parvient à sortir du trou et à ramper jusqu'au cadavre de son fils. Plus tard, Bridger découvre que Fitzgerald lui a menti et qu'il n'y avait aucun Indien près de la rivière. Bridger le menace alors avec son fusil mais Fitzgerald neutralise le jeune homme. Glass se remet en route, malgré ses lourdes blessures. Il parvient à faire du feu et trouve refuge sous une falaise près du lit de la rivière, mais il est découvert par des Indiens qui l'attaquent. Il prend la fuite à la nage et regagne tant bien que mal la rive.
De leur côté, Fitzgerald et Bridger découvrent un village indien détruit, sans aucun survivant à l'exception d'une femme à qui Bridger offre de la nourriture sans le dire à son partenaire. Après être parvenu à pêcher un poisson, Glass assiste, un peu plus loin, à l'attaque d'un troupeau de bisons par une meute de loups. Un bison est tué, et Glass se retire. Mais durant la nuit, il découvre que les loups ont été éloignés du bison grâce à des feux, par un Pawnee (Amérindien du Nebraska ou du Kansas) du nom de Hikuc. Ce dernier offre son aide à Glass, lui donne de la chair du bison, le soigne et le transporte sur son cheval. Cependant, peu avant l'aube, Hikuc est capturé et tué par le groupe de trappeurs français. Glass se rend discrètement jusqu'au camp des Français dans le but de leur voler un cheval, celui de Hikuc ayant pris la fuite. Il assiste au viol sauvage de Powoqa, une femme arikara qui est la fille du chef indien Elk Dog, que celui-ci recherche activement. Glass sauve cette femme. Elle émascule son violeur.
En prenant la fuite, Glass laisse involontairement tomber la gourde gravée de Bridger qu'il avait conservée et, le lendemain, il est attaqué par la tribu indienne et réussit encore une fois à s'échapper. Fitzgerald et Bridger, quant à eux, arrivent enfin à Fort Kiowa, où ils annoncent à Henry la « disparition » de Hawk et la mort de Glass. Un homme blanc se présente aux portes du village et est questionné par Henry et d'autres hommes. Il dépose sur la table la gourde gravée de Glass qu'il dit avoir vu tomber. Tous pensent qu'il s'agit probablement de Hawk qui aurait finalement survécu seul, et se lancent immédiatement, malgré la nuit tombée, à sa recherche. Fitzgerald profite de ce moment pour fuir, comprenant qu'il s'agit de Glass.
Dans la forêt, les hommes trouvent Glass à bout de forces et le ramènent jusqu'à Fort Kiowa où il est soigné et peut enfin révéler la vérité sur ce qui s'est réellement passé avec Fitzgerald. Henry, furieux, recherche Fitzgerald dans le village mais découvre très vite qu'il a pris la fuite en direction du Texas, après avoir volé l'argent du coffre-fort. Henry accepte que Glass l'accompagne. Après avoir trouvé des traces au sol, les deux hommes décident de partir chacun d'un côté pour prendre Fitzgerald en tenaille.
Henry se retrouve face à Fitzgerald qui le tue. Glass est alerté par le coup de feu et retourne sur ses pas. Il découvre le corps de Henry. Il se lance à la poursuite de Fitzgerald et tous deux arrivent sans arme à feu sur le bord de la rivière. Une lutte acharnée s'engage entre les deux rivaux, qui s'affrontent à l'aide d'une dague et d'une hachette. Finalement Glass prend le dessus après avoir mutilé la main de son ennemi. Il livre alors Fitzgerald à la tribu arikara, arrivée sur les lieux durant la lutte, qui l'achève. Les Indiens traversent ensuite la rivière et passent à côté de Glass, qui remarque Powoqa parmi eux. La tribu passe son chemin, tandis que le corps de Fitzgerald s'éloigne dans le cours d'eau. Après le combat Glass, qui marche péniblement dans la neige, est en proie à une hallucination : il voit sa femme (une Indienne pawnee) qui le regarde en souriant et s'en va.
Le film se termine par un regard caméra de Glass, épuisé et définitivement seul dans la neige.

## Fiche technique
- Titre original : The Revenant
- Titre québécois : Le Revenant
- Réalisation : Alejandro González Iñárritu
- Scénario : Alejandro González Iñárritu et Mark L. Smith, d'après Le Revenant de Michael Punke
- Musique : Ryūichi Sakamoto, Alva Noto et Bryce Dessner
- Direction artistique : Laurel Bergman, Michael Diner et Isabelle Guay
- Décors : Jack Fisk, Hamish Purdy et Beauchamp Fontaine
- Costumes : Jacqueline West
- Photographie : Emmanuel Lubezki
- Son : Tom Burns, Tim Limer, Bill Meadows, Frank A. Montaño, Jon Taylor
- Montage : Stephen Mirrione
- Production : Steve Golin, Alejandro González Iñárritu, Arnon Milchan, James W. Skotchdopole, Mary Parent et Keith Redmon
  - Production exécutive : Micaela Buye
  - Production déléguée : Brett Ratner, Markus Barmettler, Jennifer Davisson, David Kanter, Philip Lee, Jake Myers et James Packer
  - Coproduction : Alexander Dinelaris Jr., Nicolás Giacobone,Douglas Jones, Scott Robertson et Alex G. Scott
- Sociétés de production[4] :
  - États-Unis : New Regency Productions, Anonymous Content, Appian Way
  - France : M Productions
  - Taïwan : Taiwanese Revenant
  - Singapour : Alpha Pictures (II)
  - Luxembourg : Monarchy Enterprises S.a.r.l.
  - En association avec : RatPac Entertainment
  - Financé en association avec : Alpha Pictures (Singapour) et CatchPlay (Taïwan)
- Société de distribution[4] : 20th Century Fox[1]
  - Hong Kong : Bravos Pictures
  - Taïwan : CatchPlay
- Budget : 135 millions USD[5]
- Pays de production :  États-Unis,  Hong Kong,  Taïwan
- Langue originale : anglais, pawnee, français
- Format[6] : couleur (Technicolor) — 2,39:1 (Cinémascope) — son : Dolby Digital | Dolby Atmos | Dolby Surround 7.1 | 12-Track Digital Sound | IMAX 6-Track | Auro 11.1 (Auro-3D) | Datasat | SDDS
- Genre : western, action, aventure, drame, survie[7],[8],[9]
- Durée : 156 minutes
- Dates de sortie[10] :
  - États-Unis : 16 décembre 2015 (première à Hollywood) ; 8 janvier 2016 (sortie nationale)
  - Hong Kong, Taïwan, Canada : 8 janvier 2016
  - Belgique, Suisse : 27 janvier 2016
  - France : 24 février 2016
- Classification[11] :
  - États-Unis : interdit aux moins de 17 ans (R – Restricted)[Note 1],[12].
  - Hong Kong : ne convient pas aux jeunes et aux enfants (IIB - Catégorie Deux-B)[Note 2].
  - France : interdit aux moins de 12 ans (visa d'exploitation no 143735 délivré le 8 février 2016)[13],[14],[Note 3].

## Distribution
Sauf indication contraire, les informations mentionnées dans cette section peuvent être confirmées par la base de données cinématographiques IMDb,  présente dans la section « Liens externes ».
- Leonardo DiCaprio (VF : Damien Witecka ; VQ : Tristan Harvey) : Hugh Glass
- Tom Hardy (VF : Jérémie Covillault ; VQ : Paul Sarrasin) : John Fitzgerald
- Domhnall Gleeson (VF : Mathieu Moreau ; VQ : Hugolin Chevrette-Landesque) : Andrew Henry
- Will Poulter (VF : Alexis Ballestros ; VQ : Xavier Dolan) : Jim Bridger
- Forrest Goodluck (VF : Diouc Koma ; VQ : Fred-Éric Salvail) : Hawk
- Paul Anderson (VF : Serge Biavan ; VQ : Sylvain Hétu) : Anderson
- Kristoffer Joner (VF : Renaud Heine ; VQ : Christian Perrault) : Murphy
- Joshua Burge (VF : Yann Guillemot ; VQ : Jean-Jacques Lamothe) : Stubby Bill
- Duane Howard (en) : Elk Dog
- Melaw Nakehk'o : Powaka, fille d'Elk Dog
- Fabrice Adde : Toussaint, le chef des trappeurs de l'Ouest canadien
- Arthur Redcloud : Hikuc
- Christopher Rosamond : Boone
- Robert Moloney : Dave Chapman
- Lukas Haas (VF : Mathieu Delarive ; VQ : Guillaume Champoux) : Jones
- Brendan Fletcher (VF : Gérald Maillet ; VQ : Martin Watier) : Fryman
- Tyson Wood : Weston
- McCaleb Burnett : Beckett
- Vincent Leclerc : un trappeur (d'origine française) de l'Ouest canadien no 1
- Stephane Legault : un trappeur (d'origine française) de l'Ouest canadien no 2
- Emmanuel Bilodeau : l'interprète francophone de l'Ouest canadien
- Grace Dove : la femme de Hugh Glass

 Source et légende : version française (VF) sur RS Doublage, AlloDoublage et selon le carton du doublage français cinématographique ; version québécoise (VQ) sur Doublage.qc.ca

## Production

### Genèse et développement
En août 2001, le producteur Akiva Goldsman acquiert les droits du manuscrit non publié de Michael Punke. Le Sud-Coréen Park Chan-wook est annoncé comme réalisateur, mais quitte ensuite le projet. Le film est relancé dans les années 2010, avec John Hillcoat à la mise en scène. Mais il quitte lui aussi le projet, en octobre 2010. Le nom du Français Jean-François Richet est alors évoqué pour le remplacer, mais Alejandro González Iñárritu signe officiellement le contrat, en août 2011. Il impose dès lors une condition : tourner en décors naturels. L'équipe a ensuite passé cinq ans à chercher des paysages qui puissent convenir à cette histoire.
Le projet étant finalement plus compliqué que prévu à mettre en place, Alejandro González Iñárritu se concentre d'abord sur Birdman, dont le tournage débute en mars 2013 et qui sort fin 2014.

### Attribution des rôles

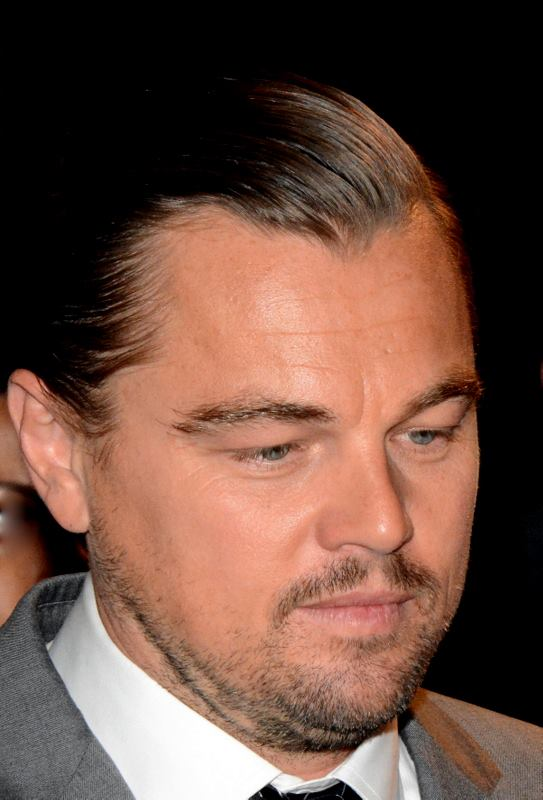
Leonardo DiCaprio en janvier 2016 à l'avant-première française du film.

Plusieurs acteurs ont été pressentis pour le premier rôle, dont Samuel L. Jackson (lorsque Park Chan-wook était sur le projet) et Christian Bale (sous la direction de John Hillcoat). Le rôle revient finalement à Leonardo DiCaprio.
Le rôle de Fitzgerald était d'abord promis à Sean Penn, mais il quitte finalement le projet et il est alors remplacé par Tom Hardy.

### Tournage
Le tournage débute en octobre 2014. Il se déroule au Canada, notamment dans les provinces de Colombie-Britannique et en Alberta (Calgary), aux États-Unis (Californie, Montana) et en Argentine. Iñarritu installe sur place un camp d'entraînement afin que ses acteurs s’accoutument à la vie de trappeur.
Courant janvier 2015, il est révélé que le film est tourné entièrement en lumière naturelle, ce qui limite les heures de prises de vue par jour.
Le tournage du film s'avère également difficile à cause des conditions météorologiques, les températures pouvant descendre jusqu'à −30 °C. Dans les Rocheuses, le chinook, un vent sec et chaud, fit également fondre la neige à un moment inopportun. L'équipe a tenté d'y remédier en allant pelleter de la neige dans les hauteurs, mais celle-ci n'a malheureusement pas tenu et le tournage a dû être arrêté. Des scènes supplémentaires ont donc dû être tournées en Argentine quelques mois plus tard, faisant considérablement augmenter le budget du film.

## Perspective historique

### Réalité historique
Pour l'historien Gilles Havard, « The Revenant reconstitue fort bien tout ce qui relève de la culture matérielle : costumes, équipement de survie, armes à feu, apprêtement des peaux, bateau à quille, fortin, villages amérindiens, etc. » En revanche, il relève « quelques anachronismes » eu égard aux préoccupations et aux univers sociaux retranscrits dans le film, ainsi que des « clichés de la culture populaire américaine à l’endroit des étrangers », en particulier francophones.
L'acteur canadien francophone Roy Dupuis, initialement sollicité pour jouer le rôle de Toussaint, réprouve la représentation des trappeurs français à travers leurs crimes envers les communautés amérindiennes, selon lui davantage imputables aux Anglo-Saxons sur le plan historique,.
Une des scènes marquantes du film voit l'Indien pawnee Hikuc pendu avec une pancarte indiquant en français : « On est tous des sauvages. » Cette scène est inspirée d'une photo découverte par le réalisateur lors de ses recherches pendant la préparation du film.

#### Discordance avec l'aventure réelle de Hugh Glass

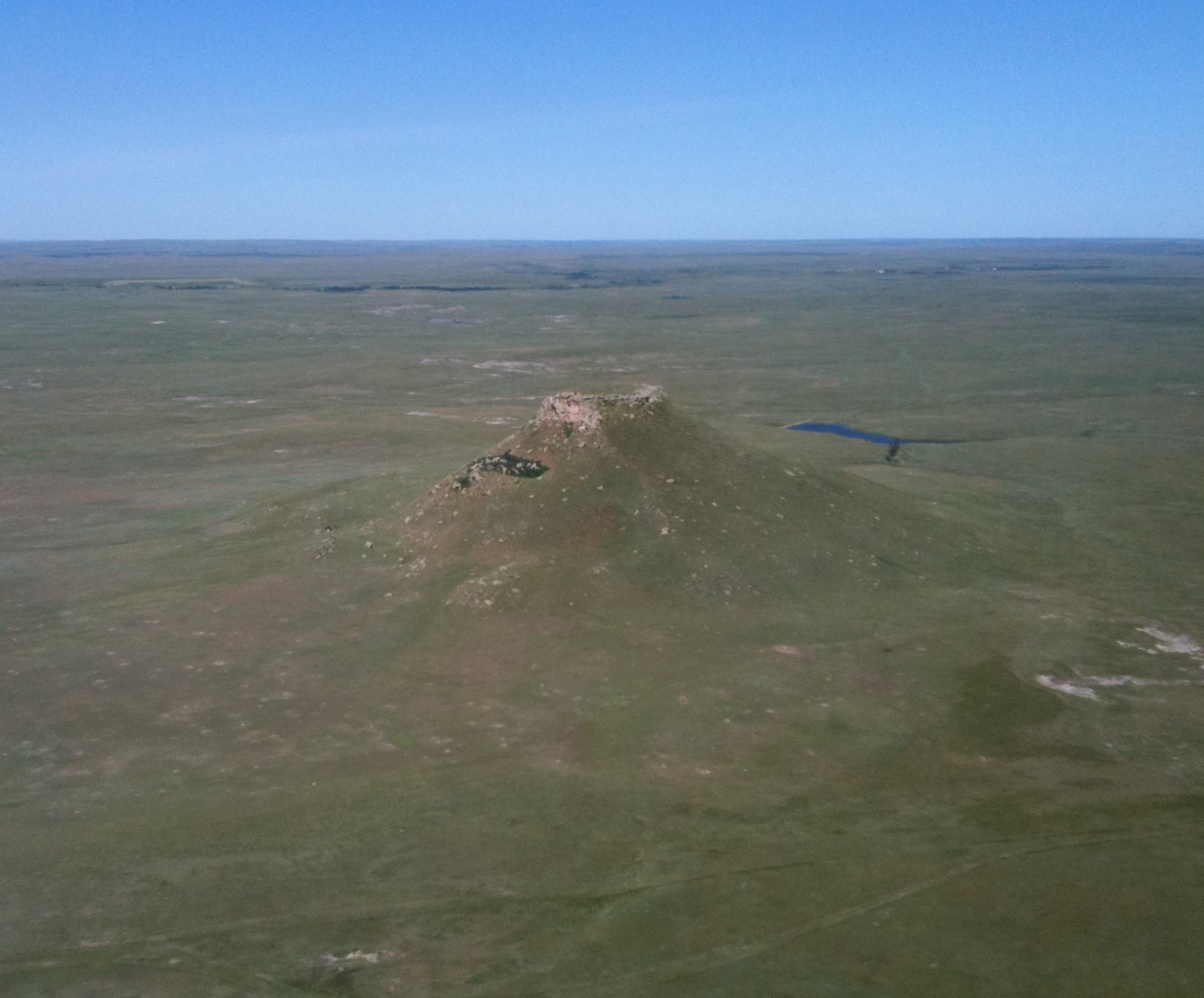
Environnement réel dans lequel Glass a évolué blessé (Thunder Butte, Dakota du Sud).

Le film a été tourné en Alberta et en Colombie-Britannique en hiver alors que l'aventure réelle de Hugh Glass a eu lieu dans le Dakota du Sud, autour du fleuve Missouri au mois d'août, en plein été. Ce qui fait une différence considérable : l'environnement est bien moins montagneux, moins escarpé, moins boisé et moins rocheux dans le Dakota du Sud que les paysages montrés dans le film. Le lieu où s'est produit l'histoire réelle est en réalité fait de grandes plaines bordées çà et là de collines. De plus, la température moyenne à la période et à l'endroit du tournage est de −8 °C alors que Hugh Glass a vécu les événements rapportés sous une température moyenne de +20 °C.
D'autre part, Hugh Glass n'avait pas de fils. « Fitz », de son vrai nom John Fitzgerald, n'a donc pas pu tuer ce dernier. Lorsque plus tard, Glass part à la poursuite de Fitz, le film s'éloigne totalement de la réalité des faits car ce dernier s’était, entre-temps, engagé dans l’armée américaine. Or, tuer un homme employé par l’État est punissable de mort à l’époque. Glass aurait fini par lui pardonner et a uniquement demandé à récupérer son fusil. Il a également perçu 300 dollars de la part des autorités. De plus, Andrew Henry n’a jamais été tué par Fitz comme le laisse croire le film. Il est mort d’une pneumonie en 1832.

### Influences cinématographiques
The Revenant s'inscrit dans le genre du film de trappeurs, sous-genre du western américain. D'autres films sont inspirés de la vie de Hugh Glass, notamment Le Convoi sauvage de Richard C. Sarafian (1971) dont l'historien Gilles Havard estime que The Revenant est un « remake déguisé », n'étant jamais mentionné ni par le réalisateur, ni par les promoteurs du film. Gilles Havard considère que « The Revenant fait écho en outre à la trame de Jeremiah Johnson : perte des êtres chers, désir de vengeance, final en forme de clôture amérindienne du cycle de la vendetta, etc. »
L'esthétique des passages « mystiques » emprunte à Andreï Tarkovski, notamment les films Andreï Roublev et, surtout, Le Miroir, dont les citations sont évidentes (main devant le feu, corps flottant dans l'air, vision dans église détruite, etc.).[réf. nécessaire]

## Accueil

### Box-office
| Pays ou région | Box-office        | Date d'arrêt du box-office | Nombre de semaines |
| -------------- | ----------------- | -------------------------- | ------------------ |
| États-Unis     | 183 637 894 $     | 27 mai 2016                | 22                 |
| France         | 3 846 911 entrées | 25 mai 2016                | 13                 |
| Mondial        | 532 950 503 $     | 27 mai 2016                | 22                 |

### Critique
Selon Loris Hantzis, Iñárritu propose ici un film « épique poétique » selon la critique. Ces deux propositions empêchent The Revenant d'être un chef-d’œuvre. La séparation entre les deux propositions empêche l'implication émotionnelle du public. C'est un film épique à travers ses plans séquences incroyables et des batailles fulgurantes mais développe une poésie souvent très stéréotypée tels que les souvenirs de H. Glass. The Revenant passe alors tout près du statut de chef-d'œuvre, car le public se demande de quoi Iñárritu veut parler même si voir le film est une expérience inoubliable.
D'après Jacky Goldberg, la nature morale et idéologique du film pose problème car elle met en lumière la barbarie sur laquelle l’Amérique s’est fondée. « Nous sommes tous des sauvages » est une inscription accrochée au cou d’un indien pendu, cette inscription ne désigne pas seulement les colonisés mais aussi les colons et les animaux. Cette phrase fait résonner ses propos dans le fait que tous les êtres vivants sont guidés par une furie incontrôlable (les meurtres, l’attaque de l’ours, la barbarie…). Seulement Dieu doit rendre justice.
Pour « Le journal du geek », The Revenant est une histoire simple pour une aventure au-delà des limites humaines. C’est une réussite grâce à sa réalisation impeccable et son casting grandiose. Par ses plans séquences magnifiques, avec en ouverture une scène d’action d’une violence inouïe, le spectateur ressent la violence même de l’intérieur, à hauteur d’homme. Le problème du film, d’après la critique, est que le rythme du film est cassé par la contemplation trop longue du paysage donnant un côté mou au film. The Revenant est selon le journal du geek, le projet le plus ambitieux et sincère d’Iñárritu.
Selon Simon Riaux, Alejandro González Iñárritu aurait fait bénéficier The Revenant des mêmes qualités techniques et esthétiques que son film Birdman. Il décrit le film mettant en vedette Leonardo DiCaprio comme un survival extrême, sauvage et puissant avec des images jamais vues sur un écran. Les notions citées qui conviennent le plus à ce film selon Écran large sont « le dépaysement, l’adrénaline, la violence et le dolorisme ». Riaux considère que les prouesses filmiques doivent beaucoup au directeur de la photographie Emmanuel Lubezki et à sa maitrise incroyable de l’image. The Revenant doit aussi son succès à sa folie démesurée ainsi qu’à sa férocité et au jeu du comédien principal. C’est un film beau mais aussi violent et cruel qui fait de lui une « création à part ».
Pour Libération, le film a donné naissance à un genre nommé le « DiCaprio movie ». En effet, l’acteur est mis en avant avec sa virilité adulte, son visage maculé de boue et de sang à cause des nombreux obstacles qu’il affronte tout au long du film. Le personnage de Hugh Glass possède une part d’animalité en lui qui surgit lorsqu’il mange des poissons et du bison crus ou encore lorsque sa vie ne tient qu’à un fil à travers les hautes plaines enneigées. L’auteur de cette critique, Julien Gester, partage son avis plutôt négatif concernant la représentation de Leonardo DiCaprio, la trouvant trop masochiste. La récompense de l’Oscar est mentionnée à plusieurs reprises dans le sens où ce rôle est considéré par Gester comme « la chasse aux honneurs dorés ». Il finit par comparer The Revenant avec le Manuel des Castors Juniors, soulignant que « le déchaînement de force d’obstination vengeresse qui meut le personnage de DiCaprio » est une idée vague et « une pure mécanique d’épate plaquée sur une abstraction ».
Enfin, pour Le Blog du Cinéma, Iñárritu a le pouvoir de tout livrer par image avec un sens de la performance et une envie de se faire remarquer. Le critique met en avant la lumière naturelle dans laquelle a été tourné le film et la scène qui ressort le plus : l’attaque de l’ours qui est un plan séquence de dix minutes. C’est une scène techniquement spectaculaire et incroyable pour les spectateurs, car ils vivent le cauchemar du personnage principal. La symbolique est l’élément le plus important : Hugh Glass (Leonardo DiCaprio) est blessé, il est laissé pour mort, même enterré. Il arrive ensuite à s’échapper de la tombe et renait, d’où le titre du film The Revenant. Il repart de zéro. La façon de tourner d’Iñárritu se base sur un état basique où le seul but est de continuer de filmer pour faire passer des émotions dont l’empathie. Le réalisateur mexicain a trouvé le juste milieu entre fond et forme. Ce qu’endure Glass est tout autant difficile à encaisser, surtout les scènes d’une violence primitive. Le film est marquant du début jusqu’à la fin, grâce aux émotions que délivre le travail d’Inarritu et de DiCaprio.

## Analyse
Pour Louis Guichard de Télérama, la vengeance évoquée dans The Revenant n'est pas la même que celle du cinéma de Quentin Tarantino, en effet, « Iñárritu redonne à la vengeance son essence tragique », elle permet à Hugh Glass de le maintenir en vie, mais au fur et à mesure que cette dernière s'approche, « le justicier paraît se désarticuler. Aucune joie ni satisfaction dans cet assouvissement ».

### Les clichés et relecture du genre
Avec sa façon de traiter le sujet, le réalisateur Alejandro González Iñárritu renouvelle le genre du western avec le récit de la survie du personnage de Hugh Glass. Gilles Havard rappelle que Glass, vraie figure historique, est un chasseur expérimenté d'une quarantaine d'années en 1823 qui sait lire et écrire contrairement aux autres trappeurs.
Un premier film faisant apparaître Hugh Glass sort en 1971, Man In The Wilderness, Le convoi sauvage en français. The Revenant constitue un remake déguisé de ce film. En somme, il ne constitue pas en soi un film de trappeur, mais un film représentant une interprétation du passé : l'Ouest américain. Contrairement à Man In The Wilderness, dans le film d'Iñarritu, la rédemption passe par le sang versé et la vendetta.
Iñarritu ressuscite notamment un élément cinématographique important : le trappeur de l'Ouest américain. Il peut être perçu comme pionnier à part entière sillonnant la nature sauvage (wilderness). Son identité est cependant moins définie que celle du héros classique du western. Les films de trappeurs ont connu deux périodes souvent perçues comme progressistes en termes de représentation des Amérindiens : la première vague en 1950, âge d'or du genre du western avec le thème de la « princesse indienne » qui prédomine, et la deuxième période dans les années 1970, où les studios hollywoodiens sensibles à la montée de la « contre-culture », revoient les mythes fondateurs de l'Ouest. La nature sauvage est alors décrite comme un paradis perdu.
Élément central dans le film, l'attaque d'ours constitue un élément important du folklore cynégétique « blanc » d’Amérique du Nord. En effet, par sa puissance le grizzli est le symbole de la nature sauvage. Hugh Glass devient une légende de son vivant et son histoire personnelle se lie à l'histoire de l'Ouest américain. The Revenant fonctionne comme une célébration à la fois universelle et tourmentée de la famille avec l'invention des personnages de sa femme pawnee et de son fils métis. Il y a également un contraste en termes de décor, en effet, alors que le vrai Hugh Glass a parcouru son chemin durant l'été et en plaine dans le Dakota du sud, dans le film de 2015, l'action se déroule dans un décor montagneux, en hiver, et par des températures allant jusqu'à −40. Nous pouvons remarquer également que les Pawnees ne sont pas caricaturés comme les méchants des plaines contrairement aux autres représentations que l'on peut trouver d'eux ; caricatures qui ont progressivement disparu dans le courant des années 1960. Bien au contraire, à l'instar des plus radicaux des années 1970, tels que Little Big Man et Soldat bleu, le film nous montre des destructions de villages indiens par les Blancs. C'est avec quelques anachronismes que le réalisateur dénonce la corruption de l'argent, le capitalisme sauvage, le racisme, le viol, etc. En effet, le viol par exemple, contrairement à ce que laisse penser le film, n'était pas un acte banalisé à l'époque de Hugh Glass.
De façon générale, The Revenant en dit plus sur notre époque que sur celle des trappeurs.

### Le monde francophone perçu par les Américains dans les années 1820
La présence du français dans les dialogues est vivement remarquée. En effet, Iñárritu interprète fondamentalement l’histoire de l’Ouest américain dans les années 1820, qui n’est autre que la période des trappeurs, notamment les trappeurs d’origines canadienne, française et créole d’où la présence de la langue française. Ces trappeurs étaient envoyés en Amérique pour tuer les bêtes et négocier avec les Amérindiens pour ramener de la fourrure dans leurs pays respectifs et permettre aux grandes sociétés de fabriquer des vêtements.
Selon l'étude de Gilles Havard, lorsque les studios américains s’occupent de la représentation des francophones, il est clair qu’ils profitent de cette occasion pour élever la gloire masculine de l’Américain en enfermant le Français dans ses stéréotypes. Dans la présence du monde francophone, Toussaint Charbonneau fait aussi son apparition dans The Revenant, un trappeur québécois très célèbre ayant participé à l’expédition de Lewis et Clark (1804-1806) à travers les Rocheuses, requise par le président Thomas Jefferson. Hugh Glass, interprété par Leonardo DiCaprio, fait équipe avec Toussaint afin de renouer des liens avec une tribu amérindienne, puis, apaiser le Missouri et reprendre le commerce de fourrures. Toussaint est représenté de manière très stéréotypée, de telle sorte qu’il est montré violent, saoul, de même qu'il viole des femmes. Sa violence est perçue comme gratuite, il passe son temps à faire ripaille, ainsi il représente le « blanc » sans scrupule. De plus, ces stéréotypes sont renforcés par la pancarte « On est tous des sauvages » à l’entrée du camp des trappeurs, accrochée à un indien pendu. Celle-ci, introduite par le réalisateur, a pour but de dénoncer la violence et la sauvagerie du monde Occidental dans son ensemble, notamment dans un contexte de conquête, de colonisation ou de vol de biens. Elle incarne l’incontrôlable violence des hommes face à un clan adverse. Ce phénomène ne se limite pas au film d'Iñárritu : dans son ouvrage L'Amérique Fantôme, l'historien Gilles Havard propose une généalogie de la colonisation américaine dans laquelle il explique comment le monde francophone vient diversifier la population amérindienne.

## Distinctions

### Récompenses
- Oscars 2016 : 
  - Meilleur réalisateur pour Alejandro G. Iñárritu
  - Meilleur acteur pour Leonardo DiCaprio
  - Meilleure photographie pour Emmanuel Lubezki
- Golden Globes 2016 :
  - Meilleur film dramatique
  - Meilleur réalisateur pour Alejandro González Iñárritu
  - Meilleur acteur pour Leonardo DiCaprio
- Screen Actors Guild Awards 2016 : 
  - Meilleur acteur pour Leonardo DiCaprio
- Directors Guild of America Award 2016 : Meilleur réalisateur pour Alejandro González Iñárritu
- British Academy Film Awards 2016 :
  - Meilleur film
  - Meilleur acteur pour Leonardo DiCaprio
  - Meilleur réalisateur
  - Meilleure photographie
  - Meilleur son

### Nominations
- Golden Globes 2016 : meilleure musique de film pour Ryūichi Sakamoto
- Oscars 2016 : 
  - Meilleur film
  - Meilleur acteur dans un second rôle pour Tom Hardy
  - Meilleurs costumes pour Jacqueline West
  - Meilleur montage de son pour Martin Hernández et Lon Bender
  - Meilleur mixage de son pour Jon Taylor, Frank A. Montaño, Randy Thom et Chris Duesterdiek
  - Meilleurs maquillages et coiffures pour Siân Grigg, Duncan Jarman et Robert Pandini
  - Meilleurs effets visuels pour Rich McBride, Matthew Shumway, Jason Smith et Cameron Waldbauer
  - Meilleur montage pour Stephen Mirrione
  - Meilleurs décors pour Jack Fisk et Hamish Purdy